# Поречье (Рузский городской округ)
Поречье — деревня в Рузском районе Московской области России на реке Москва, рядом с трассой Тучково — Колюбакино, в 22 км от Рузы; относится к сельскому поселению Колюбакинское. До 2006 года — центр Краснооктябрьского сельского округа.
Ближайшая железнодорожная станция — Тучково — расположена в 3 км.

## Население
| 2002 | 2006  | 2010 |
| ---- | ----- | ---- |
| 956  | ↗1028 | ↘922 |